# 穂積陳重
穂積陳重（日语：／ Hozumi Nobushige，1855年8月23日—1926年4月7日），曾用名入江陳重（日语：／ Irie Nobushige），日本明治时代法学家、政治家，日本首批法学博士之一，被称为日本“民法之父”。曾任东京帝国大学法学部学部长、贵族院敕选议员、枢密院副议长、议长等职，英吉利法律学校（今中央大学）创始人之一，亦是獨逸学協会之会员。穗积陈重曾作为延期派成员参与了明治时期的“民法典论争”，旧民法被否定后，他致力于明治民法的制定。
穂積陳重一生著作颇丰，首创“法系（族）”概念，将“法理学”概念引入汉字文化圈，对中国大陆及台湾乃至整个东亚法学界影响颇为深远。

## 生平
穂積陳重1885年（安政2年）8月23日生于四国伊予国宇和島藩的一个国学学者家庭，起先进入藩校明伦馆学习；1870年（明治3年），作为大学南校贡进生被选入江户，次年1月入学。1876年至1881年，他先后前往伦敦大学伦敦国王学院、中殿律师学院、柏林洪堡大学留学，并于1879年取得英国出庭律师资格。回国后，他在东京帝国大学担任德国法及比较法教授。1885年，他携手一众青年律师创建今中央大学之前身——英吉利法律学校；1888年获授法学博士，与祺作麟祥、田尻稻次郎、菊池武夫和鸠山和夫四人为日本近代史上首批法学博士。
1890年，穂積陳重就任日本贵族院敕选议员；1912年3月，他因病辞职返乡，1915年依功勋叙男爵爵位，次年任帝国学士院院长；1925年，任枢密院议长。1926年，穂積陳重因心肌梗死在东京逝世。其出身的宇和岛市在其身故后曾讨论树立铜像纪念，然而穂積陳重生前曾强调：若后人有意，其更倾向于树立如桥梁般具备现实用途的纪念设施。1930年2月，宇和岛市政府架设“穂積橋”致敬，该桥位于今宇和岛市新町二丁目。

## 荣誉

### 位阶
- 正七位（1882年3月7日）
- 从六位（1882年6月1日）
- 正六位（1885年5月7日）
- 正五位（1891年12月10日）
- 从四位（1896年12月21日）
- 正四位（1902年3月31日）
- 从三位（1907年5月20日）
- 正三位（1912年3月11日）
- 从二位（1923年2月10日）
- 正二位（1926年4月8日）

### 爵位
- 男爵（1915年12月1日）

### 勋章
- 日本
  -  勋四等瑞宝章（1893年12月28日）
  -  勋三等瑞宝章（1897年12月28日）
  -  勋二等旭日重光章（1898年6月29日）
  -  勋一等瑞宝章（1906年4月1日）
  -  勋一等旭日大绶章（1913年12月27日）
  - 大礼記念章（1915年11月10日）
  -  勋一等旭日桐花大绶章（日语：勲一等旭日桐花大綬章）（1926年4月8日）
  - 帝都復興記念章（1926年4月8日）
- 中華民國
  -  一等大绶嘉禾章（1919年4月17日）